# رامينا
رامينا هي مدينة وبلدية (بالملغاشية: kaominina) في مدغشقر. وهي تابعة لمقاطعة أنتسيرانانا 2، وهي جزء من منطقة ديانا. وقُدِّر عدد سكان البلدية بحوالي 4.000 نسمة في تعداد عام 2001. ويتوفر في المدينة التعليم الابتدائي فقط.
رامينا هي أيضاً أكثر الشواطئ شعبية في دييغو سواريز والتي يمكن الوصول إليها من خلال طريق على مسافة 35 كيلومتراً.